# Wilhelm Bell
Wilhelm Bell (* 1849 in Burgbrohl; † 1936) war ein deutscher Baumeister und Bauunternehmer.

## Leben
Wilhelm Bell war der Sohn eines Handwerkers aus Weibern, der zu Beginn des 19. Jahrhunderts nach Burgbrohl gezogen war. Bells Mutter stammte vom Beunerhof bei Burgbrohl. Wilhelm Bell verlor früh seinen Vater, bei dem er das Bauhandwerk gelernt hatte. Er baute einen Betrieb auf, der in der Zeit des Ersten Weltkriegs etwa 300 Beschäftigte hatte. Neben dem Haus- und Brückenbau spezialisierte er sich vor allem auf den Straßenbau. Er bewirtschaftete rund 20 Steinbrüche.
Außerhalb seines Berufs war Wilhelm Bell in zahlreichen Ehrenämtern tätig. So gehörte er dem Kirchen- und Schulvorstand an und war Mitglied des Kreisausschusses und des Sparkassenvorstands. Während des Ersten Weltkriegs war er außerdem Ortsbürgermeister von Burgbrohl und der Ankauf der für den Bau der Brohltalbahn benötigten Grundstücke wurde ebenfalls Bell übertragen. Bell war auch am Bau der Bahn beteiligt.
Er war verheiratet und hatte zahlreiche Kinder.

## Kaiserhalle und andere Bauten

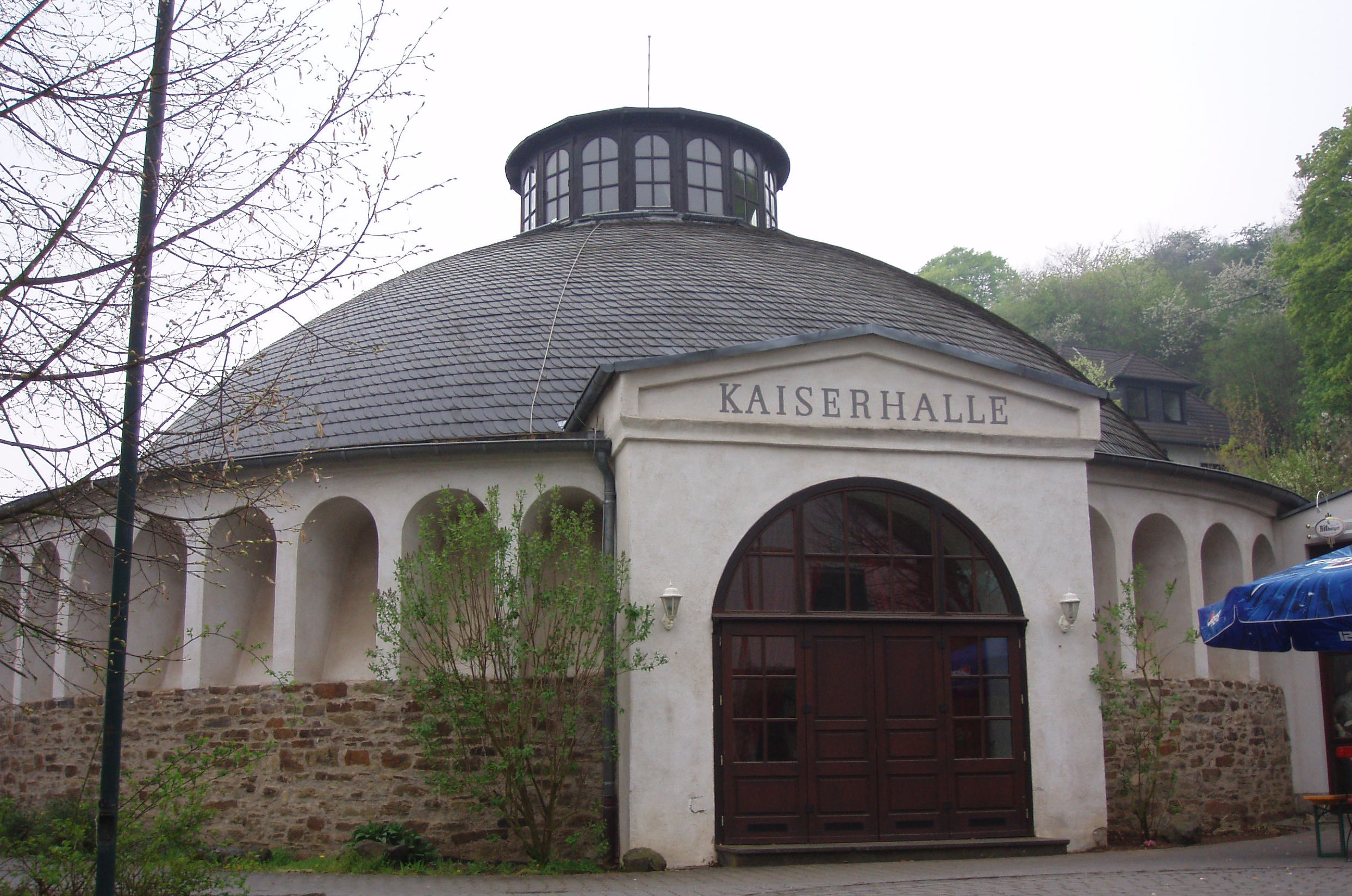
Die Kaiserhalle

Bekannt wurde Wilhelm Bell insbesondere durch den Bau der Kaiserhalle in Burgbrohl im Jahr 1896. Obwohl das Vorhaben in einem Bescheid des Amtsinspektors abgelehnt worden war, errichtete Bell diesen freitragenden runden Kuppelbau aus Trassbeton, der bislang einzig in seiner Art ist. Das Bauwerk wurde in den 1980er Jahren vor dem Abriss bewahrt und saniert.
Bell hatte den Bau gegen den Widerstand seiner heimatlichen Behörden durchgesetzt, indem er die Technische Hochschule (Berlin-)Charlottenburg zu einem Gutachten über seinen Plan veranlasste. Am 5. November 1895 hatte er die Baugenehmigung erhalten, am 2. September 1896 konnte die Halle eingeweiht werden. Die Halle wurde als kultureller Veranstaltungsort betrieben. 1926 gelangte sie in den Besitz einer Familie Klein, die sie bis 1982 besaß und bis 1945 ihrer ursprünglichen Bestimmung gemäß nutzte. Dann wurde die Kaiserhalle als Garage und Lagerraum verwendet und kam dabei nach und nach herunter. 1978 wurde das Rheinland-Pfälzische Landesamt für Denkmalpflege in Mainz darüber informiert, dass die Halle abgerissen werden sollte. Nach Interventionen, unter anderem von Professor Klaus Borchard von der Universität Bonn, wurde der Abbruchvertrag ausgesetzt. Ein Gutachten von 1980 bescheinigte allerdings akute Einsturzgefahr. Noch während an einem Gegengutachten gearbeitet wurde, wurde der Denkmalschutz für das Bauwerk beantragt und 1981 wurde das Gegengutachten, das die Einsturzgefahr verneinte, vorgelegt. 1982 ging das Bauwerk in den Besitz des Bürgervereins Burgbrohl über und die Sanierungsmaßnahmen konnten beginnen. Das Bauwerk steht heute unter Denkmalschutz.
Bell experimentierte auch später noch mit Trass- und Basaltmischungen, die er z. T. mit Metall verstärkte. Versuchsbauten aus unterschiedlichen Betonmischungen standen im Gleestal.

## Wasserleitung
Bell war außerdem der Erbauer der 1889 eingerichteten Ortswasserleitung von Burgbrohl. Diese wurde 1902 von der Gemeinde übernommen.
Bell, der am 2. Oktober 1889 von der Gemeinde die Erlaubnis erhalten hatte, die Wasserleitung auf eigene Kosten herzustellen und nach wirtschaftlichen Grundsätzen zu betreiben, ging von einem Wasserbedarf von etwa 50 Litern pro Tag und Person aus. Hinzu kamen bestimmte Wassermengen für Viehhaltung und Industrie. Die Quellen auf dem Gemeindegebiet reichten für diese Bedürfnisse jedoch kaum aus. Bell versuchte unter anderem die Quelle Am Sührchen zu nutzen, um dem Leitungsnetz mehr Wasser zuzuführen. Seine Bohrungen waren zwar in dieser Hinsicht erfolglos, erbrachten aber mehrere Fossilienfunde.
Bell besaß auch Basalt- und Bruchsteingruben oberhalb des Hauses Chudomel in der Lindenstraße 2. Dort befand sich ein Wassersammelgebiet, in dem Wilhelm Bell schon früh ein Sammelbecken erbaute, von dem aus die Haushalte in der Umgebung mit Wasser versorgt wurden.
Zur Versorgung der Gemeinde wurden außerdem zwei Hochbehälter errichtet. Der Hauptbehälter mit einem Fassungsvermögen von 126 m³ lag am Kunkskopf, der zweite Behälter, der 97,5 m³ fasste, in der Gemarkung „In der Dreispitz“. Doch erst der Erwerb einer Quelle auf Wassenacher Gebiet konnte das Problem wirklich lösen.

## Ehrungen
Nach Wilhelm Bell ist die Wilhelm-Bell-Straße in Burgbrohl benannt.